# The Alien Planet / Cybernuts
The Alien Planet / Cybernuts es el sencillo de Jean-Jacques Perrey, publicado el 31 de diciembre de 1959. Al igual que su anterior sencillo, titulado Prelude au Sommeil, tiene solo dos canciones, cada una de las cuales dura un minuto.
Las canciones de este álbum son versiones de temas ya existentes que no fueron publicados hasta 1962 en el álbum Musique Electronique du Cosmos.

## Carátula
La carátula muestra a una mujer con un cerebro dibujado encima. Abajo de ella está el nombre de Jean-Jacques Perrey y el título del álbum.

## Lista de canciones
| Número | Título                        | Duración |
| ------ | ----------------------------- | -------- |
| 1      | The Alien Planet (Remastered) | 1:01     |
| 2      | Cybernuts (Remastered)        | 1:35     |